# Dobrava (gmina Trebnje)
Dobrava – wieś w Słowenii, w gminie Trebnje. W 2018 roku liczyła 85 mieszkańców.